# Federico Manassero
Federico Manassero, conte di Costigliole (Mondovì, 30 agosto 1818 – Roma, 9 maggio 1877), è stato un generale italiano, insignito di Medaglia d'oro al valor militare a vivente e della Croce di Cavaliere dell'Ordine militare di Savoia durante le guerre risorgimentali.

## Biografia
Di nobile famiglia piemontese, nasce a Mondovì il 30 agosto 1818, figlio di Vincenzo e di Anna Burotti di Scagnello. Intraprende la carriera militare nell'Armata Sarda il 18 aprile 1830, ottenendo i gradi da ufficiale il 1 aprile 1837 quando viene assegnato come sottotenente al 2º Reggimento della Brigata "Pinerolo".
Promosso tenente del 5º Reggimento fanteria nel 1848 prende parte alla Prima guerra d'indipendenza, nel corso della quale ottiene la Medaglia d'argento al valor militare partecipando alla Battaglia di Santa Lucia. Alla ripresa delle ostilità, partecipa poi alla Battaglia di Novara, e per il suo contegno valoroso riceve una menzione onorevole ed è promosso capitano.
Nel 1857 diviene comandante di Compagnia (Prefetto) presso l'Accademia Militare, ricoprendo tale incarico fino al 1859. Allo scoppio della guerra con l'Austria-Ungheria viene promosso maggiore e assegnato al comando del II Battaglione del 9º Reggimento, con il quale si distingue particolarmente durante la Battaglia di Palestro, dove rimane gravemente ferito e in seguito viene insignito della Croce di Cavaliere dell'Ordine militare di Savoia.
Tra il 1860 e il 1861 prende parte alla campagna militare contro il Regno delle Due Sicilie susseguente alla Spedizione dei Mille, al termine della quale viene insignito della Croce di Cavaliere dell'Ordine dei Santi Maurizio e Lazzaro e ottiene la promozione a tenente colonnello.
Dopo l'unificazione dell'Italia, il nuovo ministro della guerra del Regno d'Italia, il generale Manfredo Fanti, nell'ottica della ristrutturazione del Regio Esercito, decide la costituzione di numerosi nuovi reggimenti di fanteria. Tra questi, il 1º agosto 1862, è costituito anche il 67º Reggimento fanteria che, insieme al gemello 68º, va a formare la nuova Brigata "Palermo". Promosso al grado di colonnello nel corso di quell'anno assume il comando del 67º Reggimento fanteria.
Nell'ottobre del 1865, per un avvicendamento nei comandi, lascia il 67º Reggimento fanteria, per assumere il comando del 2º Reggimento "Granatieri di Sardegna" di stanza a Firenze, che a quel tempo era la capitale provvisoria del Regno d'Italia.
Nel 1866, nel corso della Terza guerra di indipendenza,  guida il 2º Reggimento Granatieri, nei combattimenti della sfortunata Battaglia di Custoza. In particolare, col suo reparto difende strenuamente le posizioni del Monte Croce, e per il valore dimostrato nel corso della battaglia, viene decorato con la Medaglia d'oro al valor militare.
Promosso Maggiore generale nel 1867 assume il comando della Regia Accademia Militare, e nel 1874 si trasferisce a Roma, dove assume le funzioni di Direttore generale del Ministero della guerra che ricoprì fino al 1876 quando fu nominato membro del Comitato per le armi di linea.
Si spegne a Roma il 9 maggio del 1877.